# Beallsville (Ohio)
Beallsville es una villa ubicada en el condado de Monroe en el estado estadounidense de Ohio. En el Censo de 2010 tenía una población de 409 habitantes y una densidad poblacional de 435,03 personas por km².

## Geografía
Beallsville se encuentra ubicada en las coordenadas 39°50′56″N 81°2′7″O / 39.84889, -81.03528. Según la Oficina del Censo de los Estados Unidos, Beallsville tiene una superficie total de 0.94 km², de la cual 0.94 km² corresponden a tierra firme y (0%) 0 km² es agua.

## Demografía
Según el censo de 2010, había 409 personas residiendo en Beallsville. La densidad de población era de 435,03 hab./km². De los 409 habitantes, Beallsville estaba compuesto por el 97.8% blancos, el 0% eran afroamericanos, el 0% eran amerindios, el 0% eran asiáticos, el 0% eran isleños del Pacífico, el 0% eran de otras razas y el 2.2% pertenecían a dos o más razas. Del total de la población el 0% eran hispanos o latinos de cualquier raza.